# 王岐山
王岐山（1948年7月19日—），祖籍山西天镇，生于山东青岛，中国共产党、中华人民共和国政治人物，原正国级领导人，毕业于西北大学历史系，1983年2月加入中国共产党，高级经济师职称。曾任中共第十八届中央政治局常委（排名第六）、中央纪律检查委员会书记，中华人民共和国副主席，国务院副总理，中央巡视工作领导小组组长、中央深化国家监察体制改革试点工作领导小组组长，是中共第十五届中央候补委员，第十六届中央委员，第十七届中共中央政治局委员。曾在清华大学经济管理学院研究生部兼职教授。

## 早期经历
1969年中学毕业后到陕西延安冯庄公社下放插隊劳动2年，而同时习近平在离延安县冯庄公社康坪村65.8公里外的梁家河插队，两人自此结为好友；王岐山與姚依林（中共第十三届中央政治局常委、国务院副总理）獨子姚明偉是中學同學，王岐山得以結識相戀姚明偉的大妹妹姚明珊。姚明珊隨王岐山下鄉插隊2年，後结为夫妇。
1971年进入陕西省博物馆工作；1973年，王岐山以工农兵学员身份被推荐进入位於陝西省西安市的西北大学历史系大學普通班在職学习3年。1973－1976年在西北大學歷史系3年在職大学毕业后，1976年王岐山繼續任職陝西省博物館，前後工作了八年。1979年王岐山轉職中国社会科学院，任職近代史研究所民国史室实习研究员3年。
1982年，姚依林当选中共中央政治局候补委员、并进入中共中央书记处；与此同时，1982年王岐山被安排到中央书记处农村政策研究室工作。这次借调，促成了王岐山日后最终走上从政的道路。

## 从政之路
在其后的六年时间里（1982－1988年），王岐山一直都在中央农村政策研究部门充当幕僚的角色；历任中共中央农村政策研究室正局级研究员，国务院农村发展研究中心联络室主任，全国农村改革试验区办公室主任、发展研究所所长等职。并于1986年9月出席以经济改革为主题的莫干山会议。
1988年，王岐山开始获得重用，先是被任命为中国农业信托投资公司总经理；一年后，转任中国人民建设银行副行长；1993年6月，出任中国人民银行副行长；1994年，出任中国建设银行行长、党组书记。在此期间，王岐山推动建行和摩根士丹利合作，成立了中国第一家合资投资银行——中国国际金融有限公司，並兼任董事长职务。1997年9月，王岐山在中共十五大上当选中共中央候补委员。1997年底，王岐山转调地方任职，出任中共广东省委常委、广东省人民政府副省长。在亚洲金融风暴的影响下，当时广东的银行不良贷款比率达50%；王岐山去广东，主要是协助省委书记李长春处理广信、粤海等国有企业资不抵债的事件，并逐渐为公众所知。
2000年年底，王岐山回到中央受到国务院总理朱镕基重用，出任国务院经济体制改革办公室主任；在胡锦涛出任中共中央总书记后，王岐山被调往海南，出任中共海南省委书记、省人大常委会主任，成为主政一方的地方大员。在海南期间，他又担负着处理海南房地产泡沫破裂后遗留下来的“难题”；并为海南确立了“生态立省”的工作方针。在2003年2月的一次工作会议上，王岐山提出“要把海南建成全国人民的度假村和中华民族的四季花园”的目标。
2003年SARS事件爆发期间，当时北京市市长孟学农和卫生部部长张文康因防疫不力、瞒报疫情而被免职。在海南工作仅五个月的王岐山，出任中共北京市委副书记、副市長、代市长；并在2004年2月召开的北京市第十二屆人民代表大會第二次會議上，正式當選為北京市人民政府市长。2004年8月29日，王岐山以北京市长的身份出席了雅典奥运会闭幕式，并从时任国际奥委会主席雅克·罗格手中接过奥运五环旗。

### 进入中央

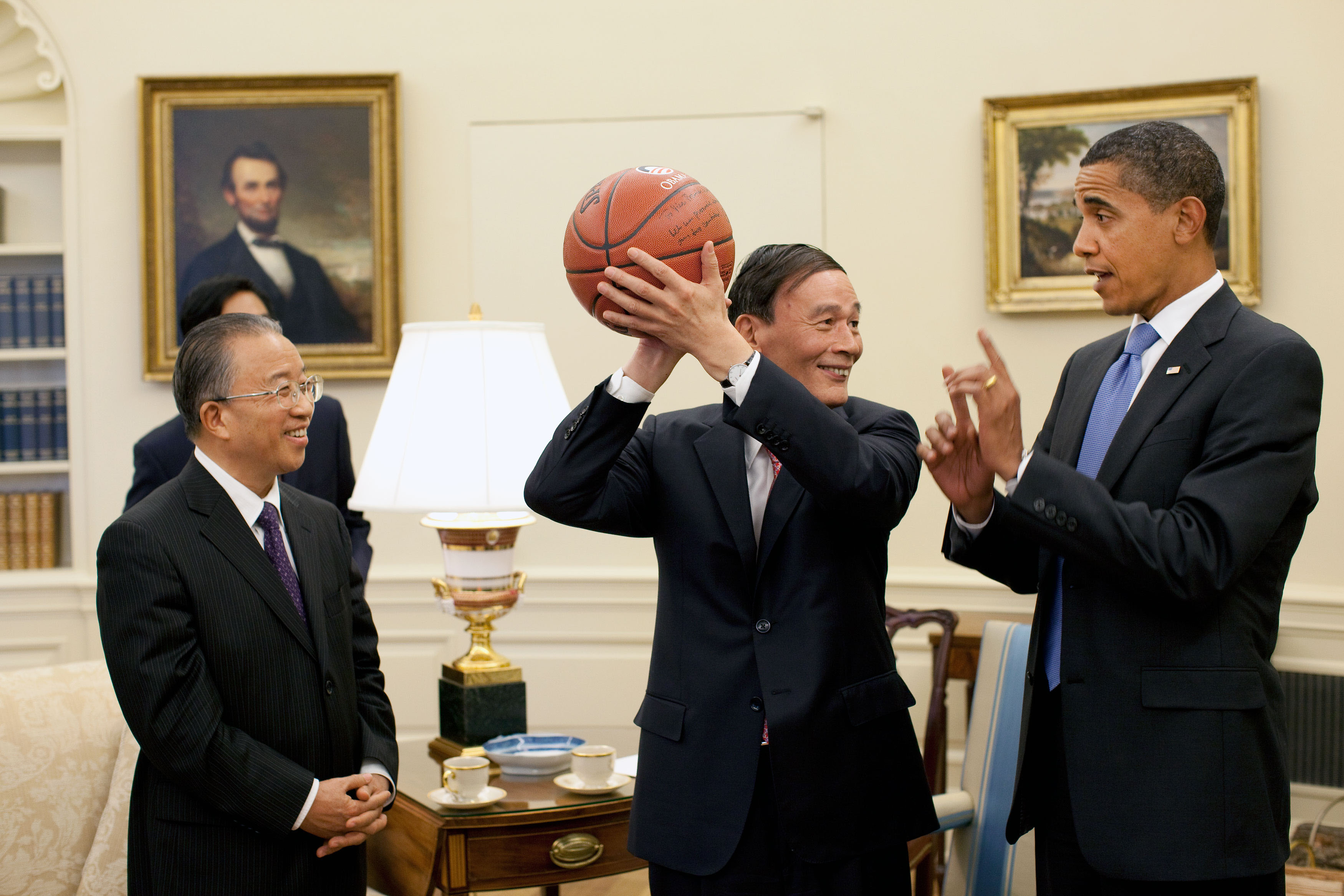
2009年7月28日首轮中美战略与经济对话后，国务院第四副总理王岐山（中）和分管外交的国务委员戴秉国（左）在白宫椭圆形办公室接受奥巴马赠送的签名篮球。

2007年10月22日，59岁的王岐山在中共十七届一中全会上当选中共中央政治局委员，成为党和国家领导人。同年11月29日，中共中央宣布，王岐山不再兼任中共北京市委副书记、北京市市长职务，由时任中共安徽省委书记郭金龙接任。
在2008年3月举行的第十一届全国人大第一次会议上，王岐山被任命为国务院副总理；在第二届温家宝政府中，主管金融和商贸工作，同时还负责质检、工商管理、海关、旅游等工作。在当年9月国务院反垄断委员会成立后，王岐山又兼任该机构的负责人。

### 领导中纪委与反腐
2012年11月15日，64岁的王岐山在中共十八届一中全会上当选中共中央政治局常委（排名第六），并接替贺国强出任中共中央纪委书记，晋升正国级党和国家领导人。王岐山擔任中国共产党中央纪律检查委员会书记一職後，積極地處理貪污腐敗。在2013年1月23日中共的“贯彻党的十八大精神研讨班”上，王提出“当前要以治标为主，为治本赢得时间”。之後的數個月內，其領導下的中紀委採取了“查办、 约谈、巡视、抽查、信息公开”的一系列積極反腐措施，並要求官員在婚姻狀況、出國等個人事宜出現變化時要及時報備。由於之前官員申報後一般不再核查，往往造成貪腐行跡敗露之後才發現申報內容不實。王接任紀检委書記後，開始派人著手抽查申報材料的真實性，並且對外公開的反腐工作組的工作流程，以顯示其懲治貪腐的決心。
王岐山上任五年內，共440位省部军级高官涉嫌嚴重違紀被查處，包括周永康、郭伯雄、徐才厚、孙政才、令计划和苏荣等六位副国级以上的官员，十八届中央委员会成员43人、中央纪委委员9人，此外還有8900余名厅級高官。之後有評論認為，王對貪腐的查處力道之大，來源於其本人從政數十年，從無貪名，且王沒有子女，使得貪腐勢力無從下手，稱王擔任中紀委書記是貪官的一大災難。虽然王岐山在党内排行第六，但由于王岐山的强势作风以及反腐败运动导致中央纪委的权力有所加强，身兼中央纪委书记的王岐山在当时也被认为是中共党内除总书记习近平以外最有实权的领导人。
2017年10月25日，69岁的王岐山在中共十九届一中全会后卸任中共中央政治局常委和中央纪委书记，由时任中共中央组织部部长赵乐际接任。不过有分析认为，尽管已经卸任，王岐山仍在中国政坛上有较强政治影响力。王岐山在最近十年内的经济和反腐作为，不仅在中共党内一致认为非常可靠，而且被其他国家官员和海外媒体高度评价为“铁腕改革派”。

### 国家副主席

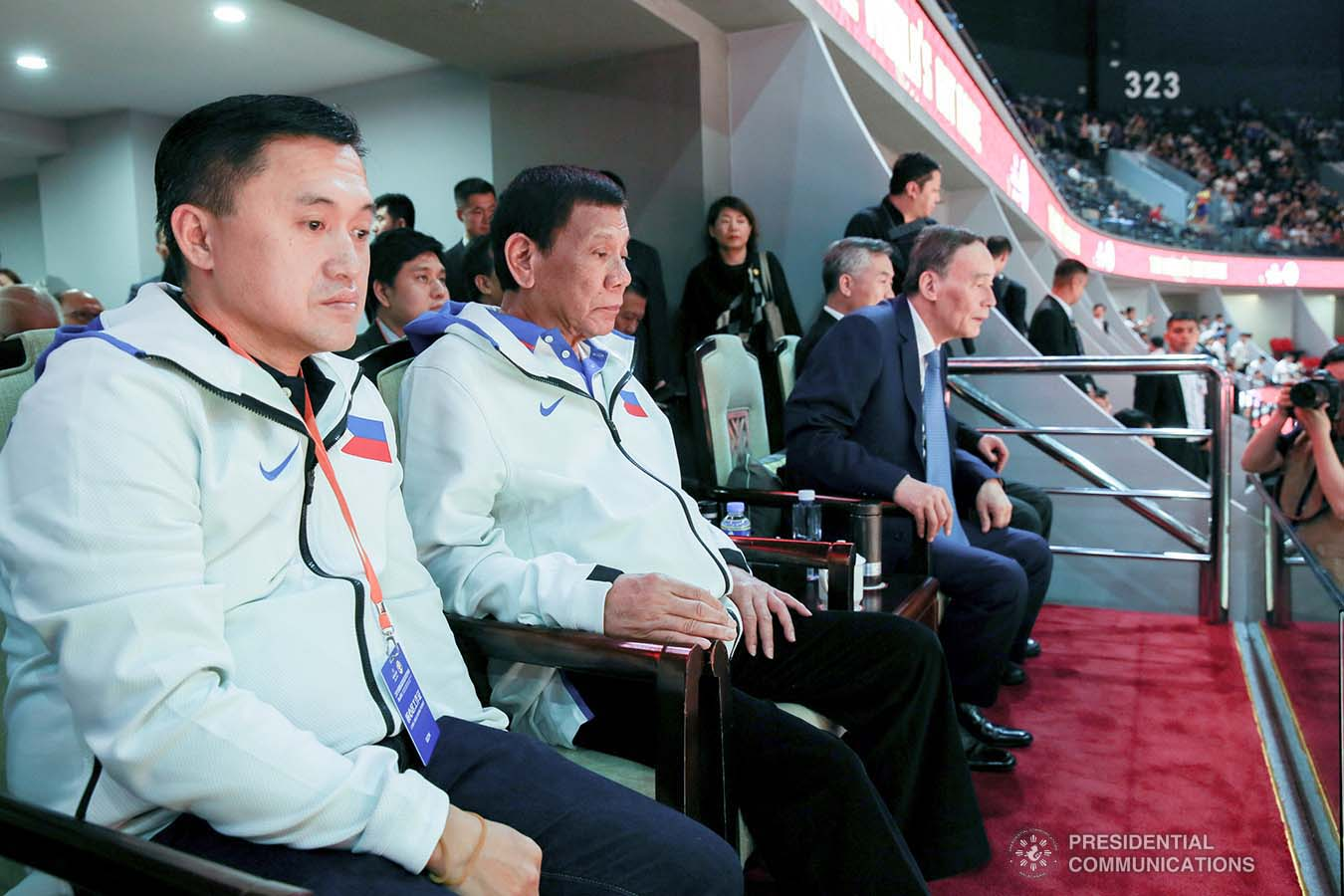
2019年8月31日，王岐山与菲律宾总统杜特尔特在佛山观看2019年国际篮联篮球世界杯比赛菲律宾队与意大利队的比赛。

2018年1月，王岐山当选湖南省的第十三届全国人民代表大会代表，并于3月4日成為十三届全国人大一次会议主席團成员。在3月的第十三届全國人民代表大會第一次會議上，王岐山與其他七位第十九屆中央政治局常委同排而坐。3月17日，69岁的王岐山以2969票赞成、1票反对接替67岁的李源潮当选国家副主席，随后正式宣誓就职，王岐山也成为自1998年荣毅仁退休以来首个没有任何党内职务的国家副主席。在中國大陸新聞涉及政治局常委時，王岐山會與他們一同並列出現，排名在副总理韩正之后，地位仅次于七位政治局常委。王岐山在外事工作上继续发挥影响力，协助习近平做外交礼仪工作。
2018年5月15日，十九届中共中央外事工作委员会召开第一次会议，王岐山为排名第三的成员，在中国外交事务上成为仅次于习李两人的第三号人物。
2018年6月29日，任中国红十字会名誉会长。
2020年10月24日，王岐山在第二届外滩金融峰会开幕式上发表致辞表示，要坚持金融服务于实体经济。金融脱离实体经济就是无源之水，无本之木。中国金融不能走投机赌博的歪路，不能走金融泡沫自我循环的歧路，不能走庞氏骗局的邪路。要坚守金融发展基本规律和金融从业基本戒律，紧贴企业生产经营，抓住市场新趋势、新机遇，支持经济发展重点领域和薄弱环节，使金融服务与实体经济相互促进，健康发展。王岐山致辞后不久，11月2日，中国人民银行、中国银保监会、中国证监会、国家外汇管理局对蚂蚁集团实际控制人马云等进行了监管约谈。11月3日晚，上海证券交易所发布关于暂缓蚂蚁科技集团股份有限公司科创板上市的决定。
2022年5月6日，中华人民共和国外交部宣布，王岐山将以习近平主席特别代表的身份，出席韩国第20任总统尹锡悦的就职仪式。王岐山也成为COVID-19疫情爆发以来，中国首位出国访问的正国级领导人。9日，王岐山率团乘坐CCA002包机（B-6131）抵达首尔城南机场，并于当日会见文在寅，成为最后一位到访作为总统府的青瓦台的外国领导人；次日又会见了尹锡悦。6月30日，王岐山再次以习近平主席特别代表的身份出席了菲律宾新任总统小费迪南德·马科斯的就职仪式。9月19日，王岐山第三次以国家主席习近平特别代表的身份出席在伦敦举行的英女王伊莉莎白二世葬礼。2023年1月1日，王岐山第四次以国家主席习近平特别代表的身份率团赴巴西，出席在巴西利亚举行的卢拉总统就职仪式。

### 退休
2023年3月10日，74岁的王岐山在十四届全国人大一次会议后卸任国家副主席一职退休，由韩正接任。王岐山在卸任时与国家主席习近平握手道別并合影留念。
2023年9月5日，王岐山出席中国红十字会第49届南丁格尔奖颁奖大会。
2024年10月10日，卸任中国红十字会名誉会长一职，由时任国家副主席韩正接任。

## 讲话和文章
- 《深入学习贯彻党的十八大精神 努力开创党风廉政建设和反腐败斗争新局面——在中国共产党第十八届中央纪律检查委员会第二次全体会议上的工作报告》（2013年1月21日）
- 《坚持党的领导 依规管党治党 为全面推进依法治国提供根本保证》2014年11月3日《人民日报》。
- 《坚持高标准 守住底线 推进全面从严治党制度创新》2015年10月22日《人民日报》。
- 《用担当的行动诠释对党和人民的忠诚》2016年7月19日《人民日报》。
- 《开启新时代 踏上新征程》2017年11月7日《人民日报》

## 轶事
2012年11月30日，中共中央纪委书记王岐山主持召开座谈会，听取专家学者对反腐败工作的看法、意见和建议。王岐山在总结讲话中讲反腐“更希望润物细无声，不大搞动静，但是也不能有困难就不做”，并推荐了法国思想家托克维尔的《旧制度与大革命》一书，称“我们现在很多学者看的是后资本主义时期的书，应该看一下前期的东西，希望大家看一下《旧制度与大革命》”。其意是当前中国面临的现代化难题与之类似，对于自由民主的追求，不能一蹴而就，政治改革需要大胆而审慎。不拿出大胆的勇气改革，就是在与“革命”赛跑；一味追求激进的改革甚至革命，又有走向动荡混乱的危险，只能依靠审慎的进一步改革化解，决不可误入冒险激进的歧途。经这位当今位高权重的职业政治家的推荐，专门研究法国历史的学者们争相阅读这本相对古典的历史著作，并且恰如其分地强调了这本书是中共中央政治局常委推荐的。在人们的热情追捧下，这本书很快在多家实体书店和网上书店被抢购一空，并在各大图书馆被竞相借阅。
王岐山曾多次向纪检干部们提到美国政治剧《纸牌屋》，并且非常重视剧中“党鞭”这一政治角色。王岐山也曾向下属推荐历史小说《大清相国》。
2015年3月4日，著名电视节目主持人崔永元在第十二届全国政协第三次会议上拿着自拍“神器”与王岐山互动说：“王书记我想发言。我在这儿吧，没事。特别高兴见到王书记，我刚刚见到您的第一感觉是特别紧张，我觉得我自己没什么事，不知道为什么见到您还紧张，我是希望所有的有事的人见到您都紧张。这是老百姓的想法”。王岐山笑答：“今天你不是把扩音器打开了吗？你还拿着自拍这个，《东方眼》吓人哪，你到时候把我这个讲话出去了，就是你（播出去的）。”
2015年4月23日下午，王岐山在中南海与美国政治学者法蘭西斯·福山及另外两位学者会面。福山说，王岐山表示中国法庭不可能独立，必须在中国共产党的领导下，他还向福山说「去年有機會讀一本岡田英弘的歷史書……他對於蒙古的歷史、對歐洲和中國之間的地區的微觀調查做的很好，對於民族語言學有很深的功底……」
2018年10月24日，王岐山在以色列進行訪問，會議結束後以色列總理班傑明·納坦雅胡向王岐山推薦威尔·杜兰特的，藉此能瞭解歷史的一些借鑑。王岐山回覆說：「我也是這樣認為，而且中國的網上早就出過了，我推薦這本書。」班傑明·納坦雅胡聽到後神情訝異，隨后納坦雅胡表示希望能拿到一本中文版的，讓他有動力學中文。王岐山隨後回复：「沒問題！」握完手後王岐山接著說：「我可能要送你臺灣省譯的中文版。我覺得那個譯本要比我們那個譯本要好一些。」
根据沈栋的说法，王岐山极其痴迷于《货币战争》一书。王岐山还认为中国国有企业的大规模私有化不可避免。

## 家族
- 父親：王德政（1907年－2001年），1929年从南开预科考入清华大学土木工程建筑專業（每届录取一百多人），1933年毕业。抗日战争爆发後，赴妻子老家山東平度教書。1956年擔任建设部直属设计院的高级工程师。[44]
- 母親：崔氏，1915年生，曾任北京機關大院的居委會主任。[44]
  - 妻子：姚明珊（1949年1月11日－）。
    - 养女：孙瑶（Anita Yiu Suen, 1980年5月25日－）。孫鳳山女兒，過繼。
- 岳父：姚依林（1917年9月6日－1994年12月11日），第十三届中共中央政治局常委。
- 岳母：洪寿子（1918年－2007年）。
  - 姨姐：姚明瑞（1945年－2009年9月26日），中华人民共和国对外贸易经济合作部发展司调研员[45]。姨姐夫：孙凤山（1948年8月6日－）。
  - 内兄：姚明伟（1947年2月－2001年10月30日），中国机械工业联合会党委书记兼会长[46]。
    - 侄子：姚庆（1976年10月26日－）。侄媳：赵俊（1981年10月22日－），毕业于上海体育运动学校，中国内地女演员、模特。
      - 侄孙女：姚蓉。

  - 姨妹：姚明端（1950年11月28日－）。姨妹夫：孟学农（1949年8月－），前山西省省长，前北京市市长[47][48]。